# Lurgrotte
A Lurgrotte Ausztria legnagyobb aktív patakos karsztbarlangja, és egyike az ország turisták által is látogatható barlangjainak. Stájerországban, a tartományi fővárostól, Graztól mintegy 25 kilométerre északra található, és a Tanneben nevű karsztvidéken halad át Semriach és Peggau községek között. A semriachi bejáratánál a Lurbach patak búvópatakká válik és eltűnik a föld alatt, majd a peggaui bejáratánál a Schmelzbach forrásaként tör ismét felszínre. Ausztria csepkövekben leggazdagabb barlangja, legfőbb nevezetessége a világ legnagyobb függőcseppköve.

## Története
A régészek a barlangban és környékén olyan leleteket találtak, amelyek a paleolitikum óta tartó lakottságra utalnak. Az egyik ilyen leletet, egy szerszámnyomokkal ellátott rénszarvascsontot radiokarbonos kormeghatározással körülbelül 52 000 évvel ezelőttre datálták.
A Lurgrotte legrégebbi ábrázolása 1601-1605-ből származik, amikor már feltételezték, hogy a Lurbach a föld alatt folyik Semriachtól Peggauig.
A barlangot először Max Brunello olasz barlangkutató tárta fel tudományosan 1894. április 1-jén. Míg a barlang magasabb részei már ismertek voltak a helyiek előtt, Brunello volt az első, aki felfedezte a barlang alsó részét. A következő kísérlet a további feltárásra katasztrófát idézett elő.
A Lurgrotte azonban csak a baleset után vált igazán híressé. 1894. április 28-án a heves esőzések ellenére hét barlangász mászott be a Lurgrottéba, de a rohamosan megemelkedő vízszint miatt kilenc napra a barlangban rekedtek. Csak egy több mint 1000 segítő, bányász és búvár részvételével zajló bonyolult mentőakció után sikerült a csapdába esett embereket élve kimenteni, amihez I. Ferenc József császár beavatkozására is szükség volt. Peter Rosegger osztrák író személyesen követte a mentési műveleteket. A balesetről az 1897-ben megjelent Az örök fény (Das ewige Licht) című regényében írt.
1905 februárjában 1002 méternyi új barlangjáratot fedeztek fel az Osztrák Turista Klubhoz tartozó Stájer Barlangkutató Klub tagjai.
Az 1920-as években Hermann Mayer barlangkutató az apjával együtt a „Schmelzgrotte” feltárásán dolgozott a Lurgrotte peggaui részén. Megpróbáltak kapcsolatot találni a peggaui rész és a Semriach felől érkező rész között is. 1924. november 26-án az 5. szifon feletti robbantás után szabaddá tették az utat, de csak 1935. február 13-án sikerült az első átkelés.
1926. május 23-án Poldi Fuhrich barlangkutató meghalt, miközben a barlangban lévő Szellemakna nevű szakaszt vizsgálta. Róla nevezték el a hegy mélyén lévő Poldi Fuhrich-dómot.
1927. február 24-én Frohnleitenben árverést tartottak a peggaui Lurgrotte-ra, beleértve egy éttermet, két villát és 35 359 négyzetméternyi földterületet, abban a reményben, hogy a Lurgrotte helyi vállalkozásként megmaradhat. A Lurgrotte (további) árverésén, beleértve a kereskedelmi hitelintézet csődtömegéből származó kiterjedt ingatlanokat végül Pezzi bor nagykereskedőnek ítélték oda, aki a Lurgrotte kiterjedt fejlesztését és egy ligetvasút építését tervezte.
1927. február 24-én Frohnleitenben elárverezték a peggaui Lurgrottét, beleértve egy éttermet, két villát és 35 359 négyzetméternyi földterületet, abban a reményben, hogy a Lurgrotte helyi vállalkozásként megmaradhat. A Lurgrotte (további) árverésén, beleértve a kereskedelmi hitelintézet csődjéből származó kiterjedt ingatlanokat is, Pezzi bor nagykereskedőnek ítélték oda, aki a Lurgrotte kiterjedt fejlesztését és egy barlangvasút építését tervezte.
A mintegy öt kilométer hosszú barlang első teljes átjárására 1935-ben került sor, majd megkezdődött a Lurgrotte bemutatóbarlangként való fejlesztése járatok és alagutak kialakításával. 1962-től a látogatók számára lehetővé vált a teljes barlang bejárása, egészen addig, amíg 1975. július 15-én egy vihar el nem sodorta az épületek nagy részét. Ma a Lurgrotte mindkét oldalról vezetett túrákkal fedezhető fel, összesen mintegy két kilométer hosszan.
Mintegy 50 évvel a nagy felfedezést követően, 1971. október 16-án bekövetkezett halála után Hermann Mayer barlangkutató hamvait a Lurgrotte peggaui oldalának „Győzelmi csarnokában” utolsó kívánságának megfelelően egy előkészített fülkébe, urnában helyezték végső nyugalomra.

## Hidrológiája
A Lurgrotte egy összetett, háromszintes barlang, amely az egész Tannebeni karsztvidék vízelvezető rendszerét alkotja. A barlang hidrológiája összetettsége és a barlang számos földalatti járatának nehézkes feltárása miatt még jelenleg is csak kevéssé ismert. Ismeretes, hogy a Lur folyó a semriachi bejáratánál lép be, a Schmelz folyó pedig a peggaui oldalon távozik. Nagy mennyiségű csapadék esetén a Lur rendszerből a felesleges víz a Schmelz rendszerébe ömölhet, így megerősítést nyert, hogy a kettő között magas vízálláskor kapcsolat áll fenn, bár ennek helye és kiterjedése még ismeretlen.
A kiáramlás nyomon követésére tett kísérletek fluoreszceines vízfestéssel kimutatták, hogy a Lur vize a barlangtól délre található forrásokban tör fel, míg a Schmelz áradása a jelek szerint a Lurgrottétól északra található forrásokból ered. A barlang minden vize végül a Murába kerül.

## Turizmus
Az 1975-ös árvíz óta a barlang egyik oldaláról a másikra már nem lehet átjutni. A látogatók ehelyett a barlang mindkét végén egy-egy lerövidített részen keresztül közlekedhetnek. Peggau felől a rendszeres vezetett túrák 1 kilométert mennek be a barlangba, bár télen hosszabb, akár 4 kilométeres túrák is lehetségesek előzetes bejelentkezés alapján.
Semriachból a turisták megközelítőleg 2 kilométert járhatnak be a barlangból, beleértve a legnagyobb galériát, amelyet a benne talált barlangimedve-csontok miatt Nagy Dómnak vagy Medve Grottónak neveznek. 120 méter hosszú, 80 méter széles és 40 méter magas, ez Közép-Európa egyik legnagyobb földalatti barlangtermének számít, jóval fölülmúlva például a Baradla Óriások-termét is, amely kevesebb mint fele ekkora térfogatú.
A barlanghoz két kisebb múzeium is tartozik. Az Urgeschichtliches Museum (Őstörténeti Múzeum) termeiben válogatott kiállítási tárgyak és bemutatótáblák mutatják be a Peggau környéki őskori barlanglelőhelyeket és a régió hosszú történelmét, melyek a különböző települési időszakokra utalnak az őskőkortól a római korig.  Az őskori múzeum 2019-ben költözött a városközpontból a Lurgrottéhoz a korábbi Hochhuber fogadó épületébe.
A másik, helyszíni kiállítás főleg azoknak a jégkorszaki vadászok életét mutatja be, akik évezredeken át a Peggauer Wan és Badlgraben barlangjait használták pihenőhelyként, és hátrahagyták ételeik és egyszerű kőszerszámaik maradványait.

## Galéria

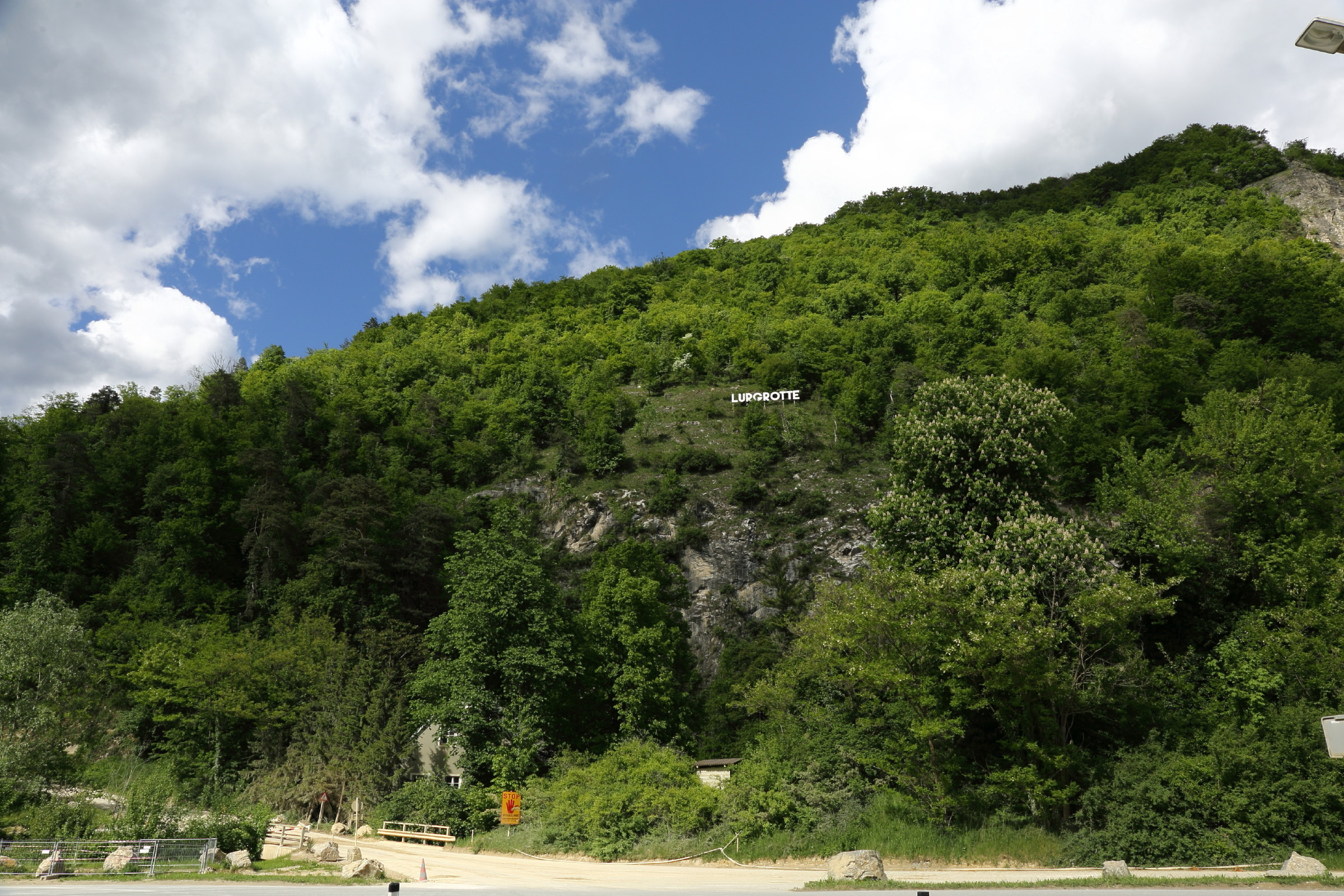
A barlangot magában foglaló Tanneben tömbje
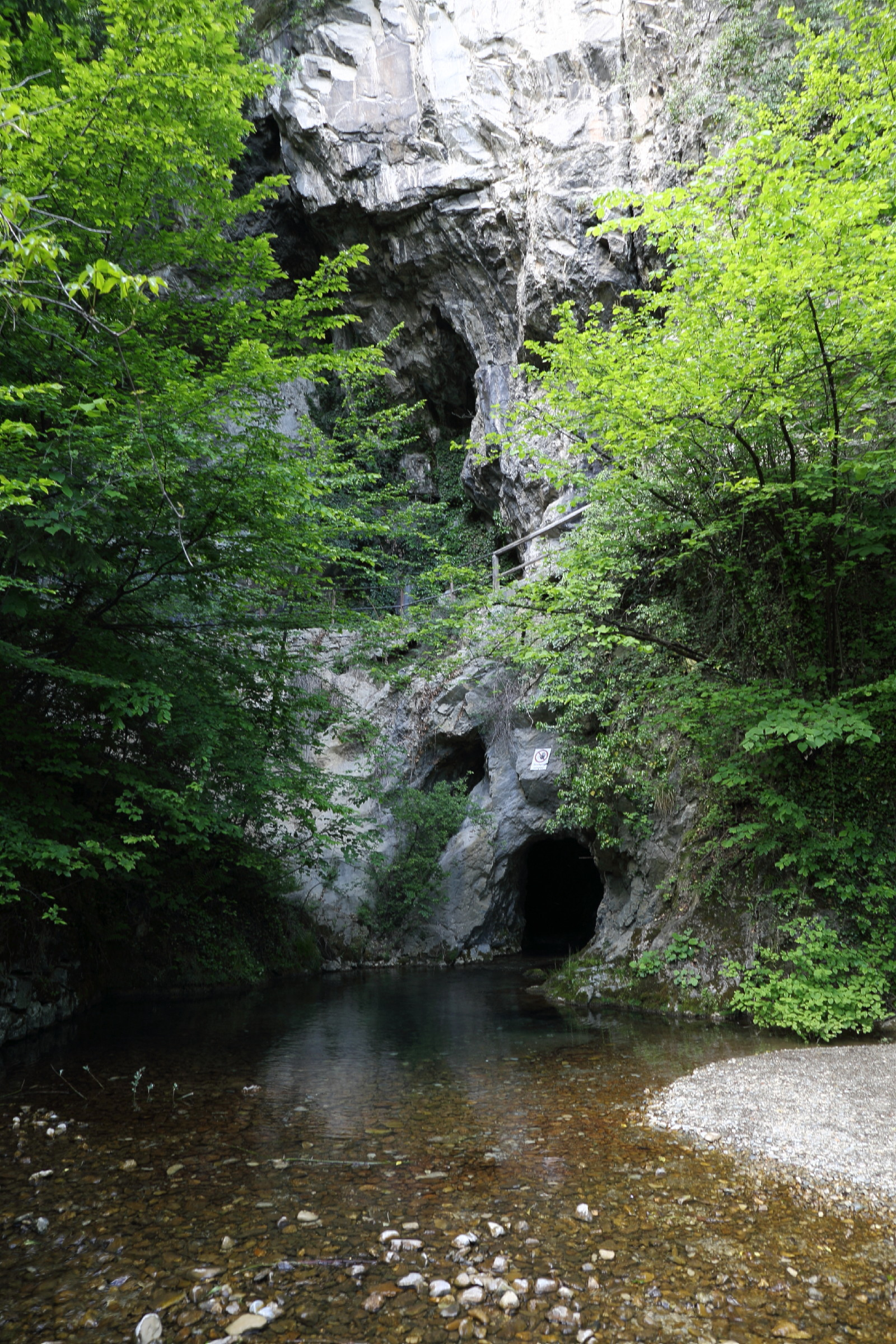
A Peggau felőli bejárat
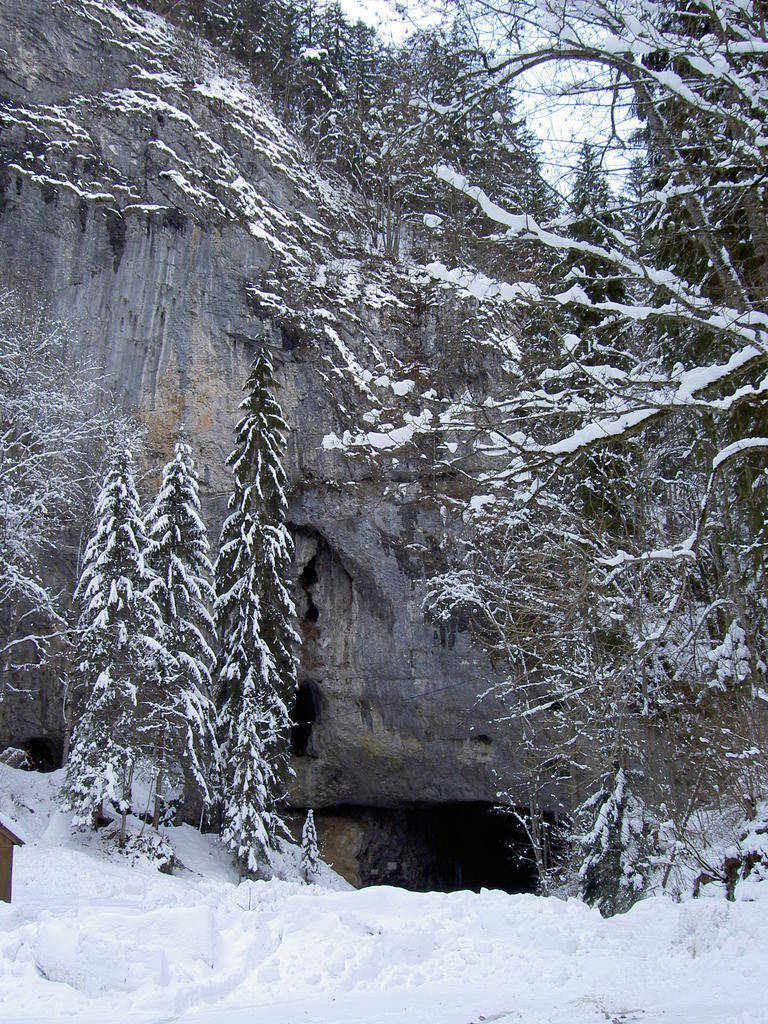
A Semriach felőli bejárat télen
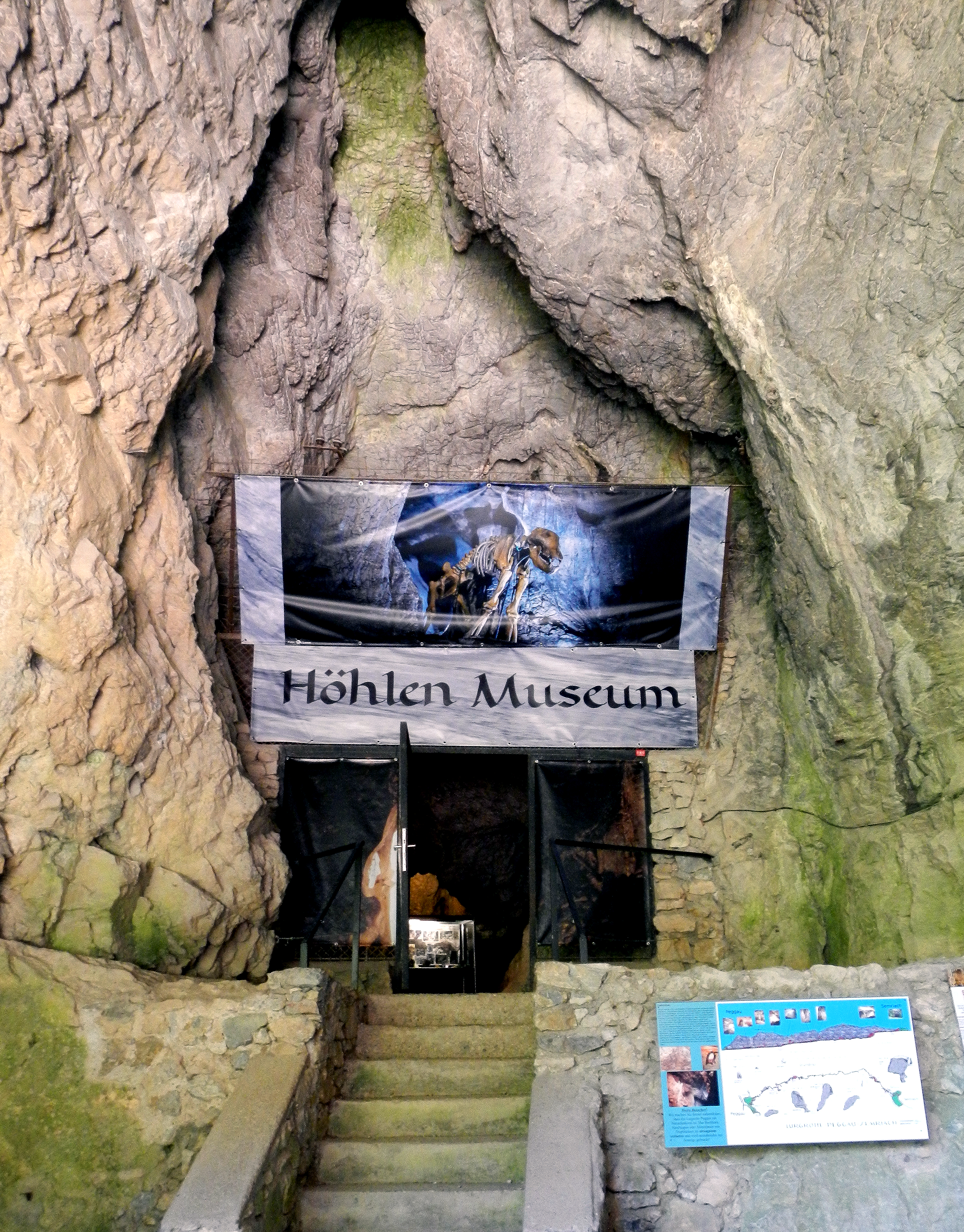
A barlangmúzeum bejárata
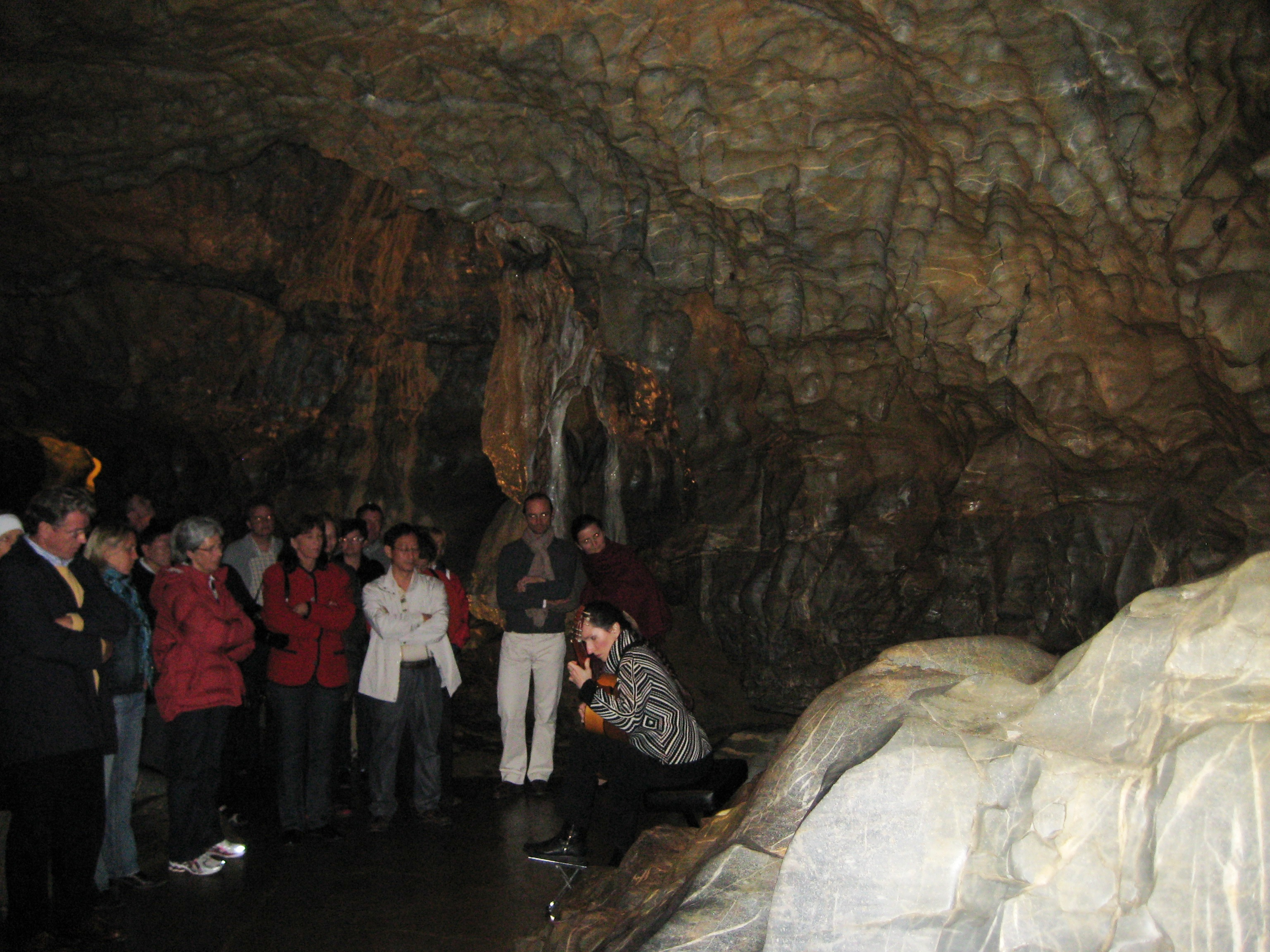
Földalatti gitárkoncert
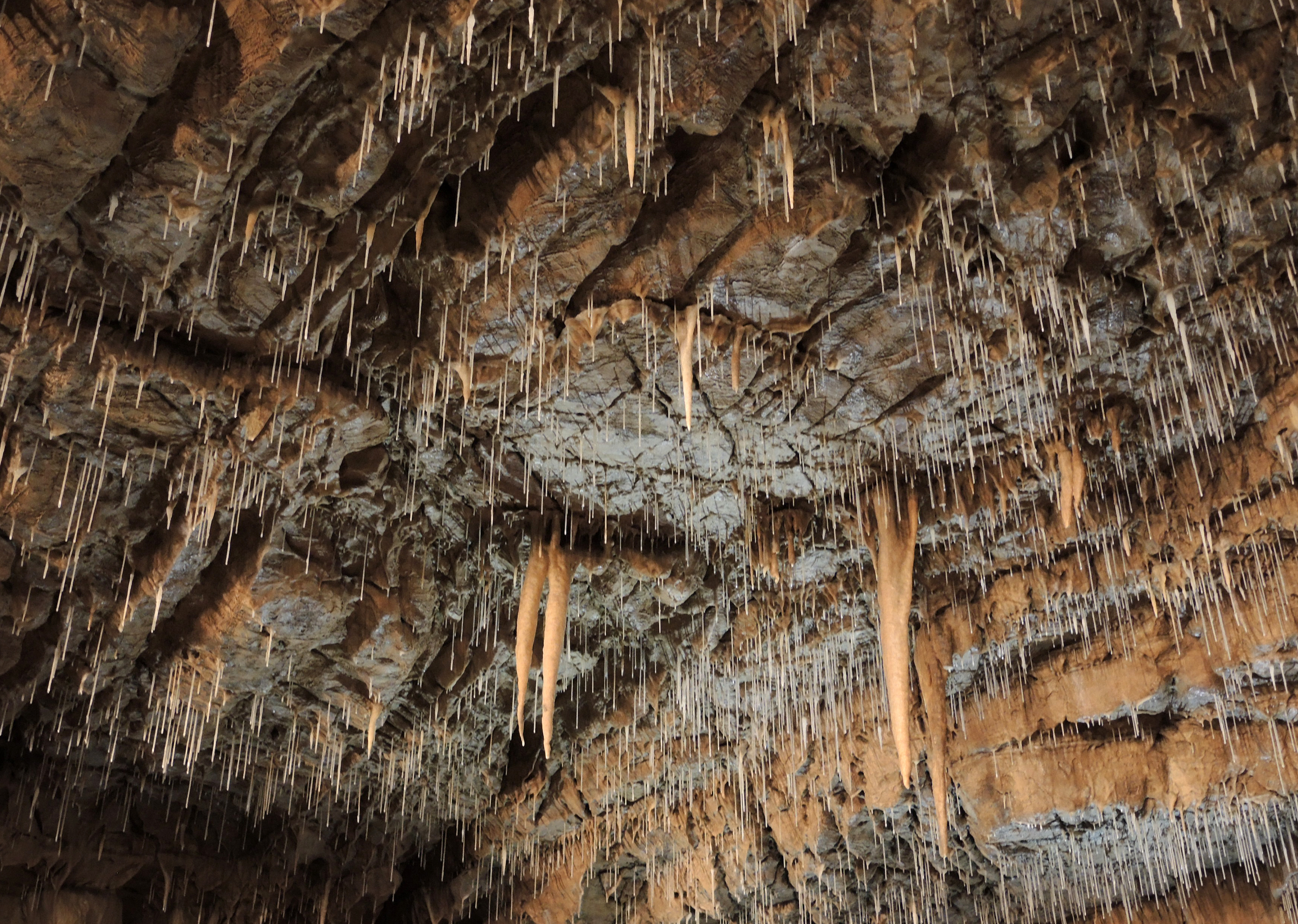
Cseppkövekben gazdag mennyezet
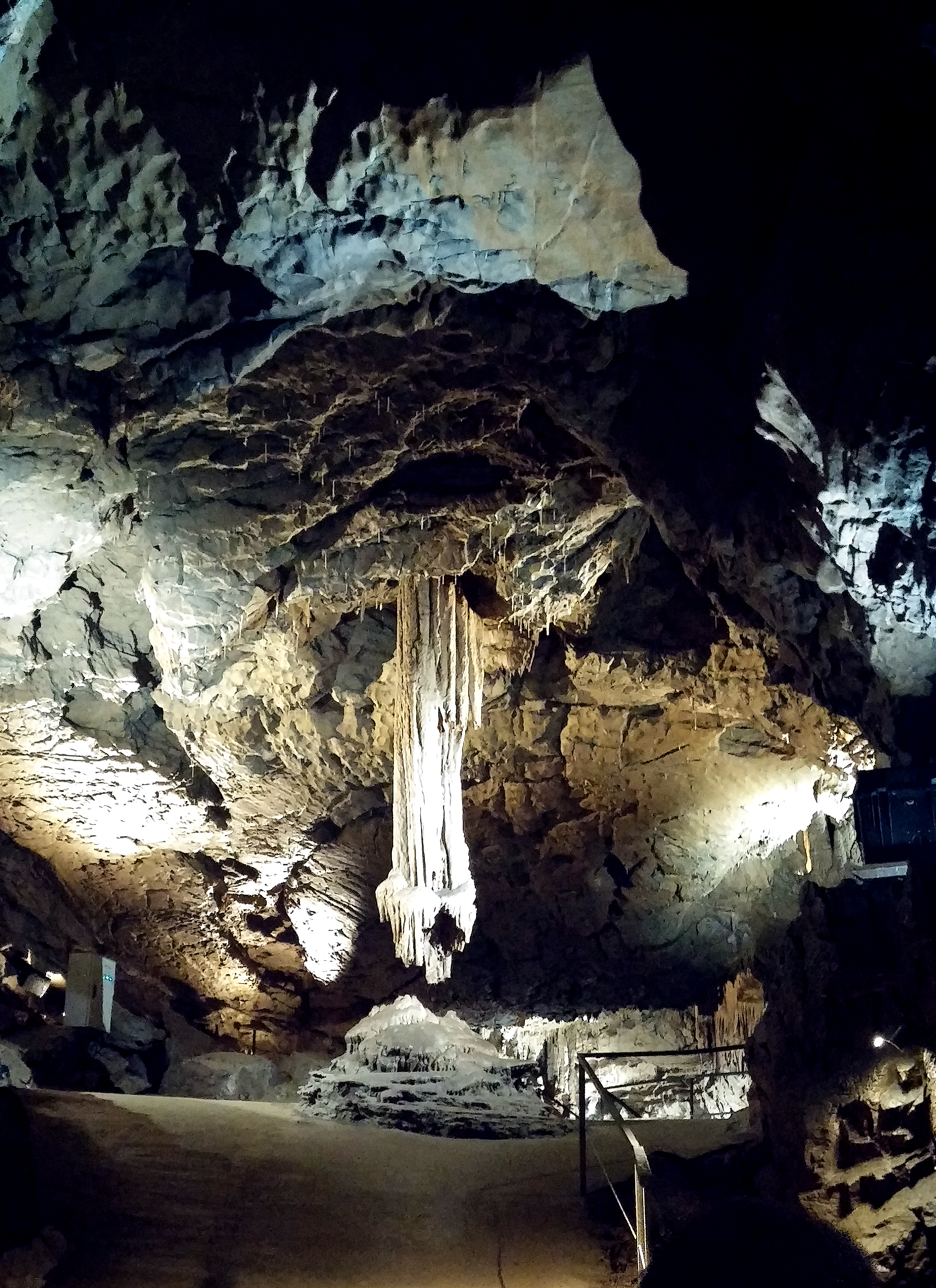
Az óriási függőcseppkő

## Fordítás
- Ez a szócikk részben vagy egészben  a   Lurgrotte című német Wikipédia-szócikk ezen változatának fordításán alapul.  Az eredeti cikk szerkesztőit annak laptörténete sorolja fel. Ez a jelzés csupán a megfogalmazás eredetét és a szerzői jogokat jelzi, nem szolgál a cikkben szereplő információk forrásmegjelöléseként.